# By the Way (песен)
By the Way е сингъл на американската рок група Ред Хот Чили Пепърс. Това е първият издаден сингъл от албума By the Way.
Песента е шестият хит на групата, който се изкачва до номер 1 в класацията Modern Rock Tracks. Сингълът остава на върха цели 14 седмици. Това е второто парче на бандата заедно с Dani California, което остава толкова дълго на върха. С по-дълъг престой е единствено Scar Tissue – 16 седмици.
Песента много често се изпълнява от групата по време на концерти заради енергичноста и мелодичноста ѝ.
Видеоклипът към песента е режисиран от Джонатън Дейтън и Валери Фарис, с които групата са работили и преди това. Самият клип представлява история, в която Антъни Кийдис е отвлечен от шофьор на такси, който е негов луд фен.